# Copa Mundial Femenina de Fútbol Sub-17 de 2016
La Copa Mundial Femenina de Fútbol Sub-17 de 2016 (en árabe: 2016  كأس العالم للسيدات تحت 17 سنة‎) fue la quinta edición de dicho torneo, se llevó a cabo entre los meses de septiembre y octubre de 2016. Se disputó en Jordania, que fue el segundo país de Asia después de Azerbaiyán en organizar este torneo de la FIFA. Esta fue la primera competición femenina que se realizó en un país árabe.

## Formato de competición
Los dieciséis equipos que participan en la fase final se dividen en cuatro grupos de cuatro equipos cada uno. Dentro de cada grupo se enfrentan una vez entre sí, mediante el sistema de todos contra todos. Según el resultado de cada partido se otorgan tres puntos al ganador, un punto a cada equipo en caso de empate, y ninguno al perdedor.
Pasan a la siguiente ronda los dos equipos de cada grupo mejor clasificados. El orden de clasificación se determina teniendo en cuenta los siguientes criterios, en orden de preferencia:
- El mayor número de puntos obtenidos teniendo en cuenta todos los partidos del grupo
- La mayor diferencia de goles teniendo en cuenta todos los partidos del grupo
- El mayor número de goles a favor anotados teniendo en cuenta todos los partidos del grupo

Si dos o más equipos quedan igualados según las pautas anteriores, sus posiciones se determinarán mediante los siguientes criterios, en orden de preferencia:
- El mayor número de puntos obtenidos en los partidos entre los equipos en cuestión
- La diferencia de goles teniendo en cuenta los partidos entre los equipos en cuestión
- El mayor número de goles a favor anotados por cada equipo en los partidos disputados entre los equipos en cuestión
- Sorteo del comité organizador de la Copa Mundial

La segunda ronda incluye todas las fases desde los cuartos de final hasta la final. Mediante el sistema de eliminación directa se clasifican los dos semifinalistas. Los equipos perdedores de las semifinales juegan un partido por el tercer y cuarto puesto, mientras que los ganadores disputan el partido final, donde el vencedor obtiene el título.
Si después de los 90 minutos de juego el partido se encuentra empatado se define por el procedimiento de tiros desde el punto penal, sin prórroga previa.

## Equipos participantes
| Competición                                           | Fecha                       | Sede          | Plazas | Clasificados                 |
| ----------------------------------------------------- | --------------------------- | ------------- | ------ | ---------------------------- |
| País anfitrión                                        | 5 de diciembre de 2013      | Ginebra       | 1      | Jordania                     |
| Campeonato Sub-16 femenino de la AFC 2015             | 4 - 15 de noviembre de 2015 | Wuhan         | 2      | Corea del Norte Japón        |
| Campeonato Femenino de Oceanía Sub-17 de 2016         | 13 - 23 de enero de 2016    | Matavera      | 1      | Nueva Zelanda                |
| Campeonato Femenino Sub-17 de la Concacaf de 2016     | 3 - 13 de marzo de 2016     | Saint George  | 3      | Canadá Estados Unidos México |
| Campeonato Sudamericano Femenino Sub-17 de 2016       | 1 - 20 de marzo de 2016     | Barquisimeto  | 3      | Brasil Paraguay Venezuela    |
| Campeonato femenino sub-17 de la CAF de 2016          | 12 - 26 de marzo de 2016    | Sin sede fija | 3      | Camerún Ghana Nigeria        |
| Campeonato Europeo Femenino Sub-17 de la UEFA 2015-16 | 4 - 16 de mayo de 2016      | Minsk         | 3      | Alemania España Inglaterra   |
| TOTAL                                                 |                             |               | 16     |                              |

En cursiva, los equipos debutantes.

## Organización

### Candidaturas Oficiales
Cuatro países mostraron su interés en acoger el evento originalmente previo a la fecha límite de marzo de 2013: Baréin, Irlanda, Jordania y Sudáfrica.
En una reunión del Comité Ejecutivo de la FIFA celebrado el 5 de diciembre de 2013, Jordania fue escogida como anfitrión.

### Sedes
Cuatro sedes fueron seleccionadas para esta edición:
| Jordania                          | Jordania                  | Jordania         |
| Amán                              | Amán                      | Amán Irbid Zarqa |
| --------------------------------- | ------------------------- | ---------------- |
| Estadio Internacional de Jordania | Estadio Rey Abdullah II   | Amán Irbid Zarqa |
| Capacidad: 17.000                 | Capacidad: 18.000         | Amán Irbid Zarqa |
|                                   |                           | Amán Irbid Zarqa |
| Irbid                             | Zarqa                     | Amán Irbid Zarqa |
| Estadio Al-Hassan                 | Estadio Príncipe Mohammed | Amán Irbid Zarqa |
| Capacidad: 15.000                 | Capacidad: 17.000         | Amán Irbid Zarqa |
|                                   |                           | Amán Irbid Zarqa |

### Clasificación
Para la edición de 2016 la repartición fue de la siguiente manera:
- AFC: 2 cupos
- CAF: 3 cupos
- Concacaf: 3 cupos
- Conmebol: 3 cupos
- OFC: 1 cupo
- UEFA: 3 cupos
- País anfitrión: 1 cupo (Jordania) AFC

## Sorteo
El día 28 de mayo de 2016 la FIFA anunció que bombos se repartirán de la siguiente manera:
| Bombo 1 Cabezas de serie                            | Bombo 2 Conmebol, CAF, UEFA    | Bombo 3 Concacaf, Conmebol          | Bombo 4 OFC, UEFA, Conmebol, CAF          |
| --------------------------------------------------- | ------------------------------ | ----------------------------------- | ----------------------------------------- |
| Jordania (anfitrión) Japón Corea del Norte Alemania | Nigeria España Venezuela Ghana | Canadá Estados Unidos México Brasil | Nueva Zelanda Inglaterra Paraguay Camerún |

El sorteo se realizó el 30 de mayo de 2016 en la Centro Cultural Al Hussein, en Amán (Jordania); Tatjana Haenni, Directora adjunta de la FIFA y responsable de las competiciones femeninas, dirigirá el sorteo con la ayuda de cuatro destacadas asistentes: Stephanie Al Naber, Maha Barghouti, Yasmeen Khair y Dana Touran. Al Naber es la capitana de la selección femenina de Jordania y la primera futbolista árabe en jugar en una liga europea; Barghouti dio a Jordania su única medalla de oro en unos Juegos Olímpicos o Paralímpicos –en tenis de mesa–; Khair es una famosa futbolista y ex gimnasta; y Touran una estrella del taekwondo.

## Primera fase
- Los horarios corresponderán a la hora de Jordania (UTC +3).[5]
- Leyenda: Pts: Puntos; PJ: Partidos jugados; PG: Partidos ganados; PE: Partidos empatados; PP: Partidos perdidos; GF: Goles a favor; GC: Goles en contra; Dif: Diferencia de goles.

### Grupo A
| Equipo        | Pts | PJ | PG | PE | PP | GF | GC | Dif |
| ------------- | --- | -- | -- | -- | -- | -- | -- | --- |
| México        | 7   | 3  | 2  | 1  | 0  | 10 | 2  | 8   |
| España        | 7   | 3  | 2  | 1  | 0  | 9  | 1  | 8   |
| Nueva Zelanda | 3   | 3  | 1  | 0  | 2  | 5  | 7  | -2  |
| Jordania      | 0   | 3  | 0  | 0  | 3  | 1  | 15 | -14 |

| 30 de septiembre de 2016, 17:00 | México                                                          | 5:0 (2:0) | Nueva Zelanda | Estadio Internacional de Amán, Amán                       |                                                           |
|                                 | Espinosa 19' · Ovalle 36' · López 68' · Ávalos 81' · Torres 87' | Reporte   |               | Asistencia: 7.635 espectadores Árbitro(s): Yeimy Martínez | Asistencia: 7.635 espectadores Árbitro(s): Yeimy Martínez |

| 30 de septiembre de 2016, 20:00 | Jordania | 0:6 (0:3) | España                                   | Estadio Internacional de Amán, Amán                               |                                                                   |
|                                 |          | Reporte   | 6' 27' 42' 47' 79' L. Navarro · 89' Pina | Asistencia: 14.347 espectadores Árbitro(s): Marie-Soleil Beaudoin | Asistencia: 14.347 espectadores Árbitro(s): Marie-Soleil Beaudoin |

| 3 de octubre de 2016, 16:00 | España                    | 2:0 (0:0) | Nueva Zelanda | Estadio Al-Hassan, Irbid                               |                                                        |
|                             | Aleixandri 80' · Pina 85' | Reporte   |               | Asistencia: 698 espectadores Árbitro(s): Park Ji-Yeong | Asistencia: 698 espectadores Árbitro(s): Park Ji-Yeong |

| 3 de octubre de 2016, 19:00 | Jordania      | 1:4 (1:2) | México                                              | Estadio Al-Hassan, Irbid                                  |                                                           |
|                             | Abu-Sabbah 6' | Reporte   | 13' Enrigue · 17' Cázares · 54' Ovalle · 85' Juárez | Asistencia: 8.250 espectadores Árbitro(s): Finau Vulivuli | Asistencia: 8.250 espectadores Árbitro(s): Finau Vulivuli |

| 7 de octubre de 2016, 16:00 | Nueva Zelanda                        | 5:0 (2:0) | Jordania | Estadio Príncipe Mohammed, Zarqa                          |                                                           |
|                             | Tawharu 5' 90' · Blake 28' 76' 90+2' | Reporte   |          | Asistencia: 4.493 espectadores Árbitro(s): Josiane Mbakop | Asistencia: 4.493 espectadores Árbitro(s): Josiane Mbakop |

| 7 de octubre de 2016, 16:00 | España         | 1:1 (0:0) | México       | Estadio Rey Abdullah, Amán                               |                                                          |
|                             | E. Navarro 58' | Reporte   | 56' Espinosa | Asistencia: 1.900 espectadores Árbitro(s): Ledya Tefesse | Asistencia: 1.900 espectadores Árbitro(s): Ledya Tefesse |

### Grupo B
| Equipo    | Pts | PJ | PG | PE | PP | GF | GC | Dif |
| --------- | --- | -- | -- | -- | -- | -- | -- | --- |
| Alemania  | 7   | 3  | 2  | 1  | 0  | 5  | 2  | 3   |
| Venezuela | 6   | 3  | 2  | 0  | 1  | 5  | 3  | 2   |
| Canadá    | 4   | 3  | 1  | 1  | 1  | 4  | 5  | -1  |
| Camerún   | 0   | 3  | 0  | 0  | 3  | 3  | 7  | -4  |

| 30 de septiembre de 2016, 15:00 | Venezuela   | 1:2 (0:1) | Alemania            | Estadio Al-Hassan, Irbid                                 |                                                          |
|                                 | Cazorla 61' | Reporte   | 7' Gwinn · 74' Bühl | Asistencia: 3.731 espectadores Árbitro(s): Kate Jacewicz | Asistencia: 3.731 espectadores Árbitro(s): Kate Jacewicz |

| 30 de septiembre de 2016, 18:00 | Camerún                | 2:3 (2:1) | Canadá                                    | Estadio Al-Hassan, Irbid                               |                                                        |
|                                 | Djoubi 17' · Dabda 42' | Reporte   | 3' Huitema · 78' Stratigakis · 83' Taylor | Asistencia: 4.200 espectadores Árbitro(s): Sandra Braz | Asistencia: 4.200 espectadores Árbitro(s): Sandra Braz |

| 3 de octubre de 2016, 16:00 | Venezuela              | 2:1 (1:0) | Camerún        | Estadio Internacional de Amán, Amán                          |                                                              |
|                             | Castellanos 20', 90+4' | Reporte   | 90+3' Takounda | Asistencia: 1.275 espectadores Árbitro(s): Yoshimi Yamashita | Asistencia: 1.275 espectadores Árbitro(s): Yoshimi Yamashita |

| 3 de octubre de 2016, 19:00 | Alemania    | 1:1 (1:1) | Canadá   | Estadio Internacional de Amán, Amán                         |                                                             |
|                             | Gwinn 45+3' | Reporte   | 21' Rose | Asistencia: 3.384 espectadores Árbitro(s): Regildenia Moura | Asistencia: 3.384 espectadores Árbitro(s): Regildenia Moura |

| 7 de octubre de 2016, 19:00 | Canadá | 0:2 (0:1) | Venezuela                    | Estadio Rey Abdullah, Amán                               |                                                          |
|                             |        | Reporte   | 30' Castellanos · 74' Moreno | Asistencia: 2.704 espectadores Árbitro(s): Olga Zadinova | Asistencia: 2.704 espectadores Árbitro(s): Olga Zadinova |

| 7 de octubre de 2016, 19:00 | Alemania                 | 2:0 (1:0) | Camerún | Estadio Príncipe Mohammed, Zarqa                         |                                                          |
|                             | Gwinn 15' · Oberdorf 72' | Reporte   |         | Asistencia: 1.130 espectadores Árbitro(s): Park Ji Yeong | Asistencia: 1.130 espectadores Árbitro(s): Park Ji Yeong |

### Grupo C
| Equipo          | Pts | PJ | PG | PE | PP | GF | GC | Dif |
| --------------- | --- | -- | -- | -- | -- | -- | -- | --- |
| Corea del Norte | 7   | 3  | 2  | 1  | 0  | 7  | 3  | 4   |
| Inglaterra      | 5   | 3  | 1  | 2  | 0  | 5  | 4  | 1   |
| Brasil          | 3   | 3  | 1  | 0  | 2  | 2  | 3  | -1  |
| Nigeria         | 1   | 3  | 0  | 1  | 2  | 0  | 4  | -4  |

| 1 de octubre de 2016, 16:00 | Nigeria | 0:1 (0:0) | Brasil       | Estadio Rey Abdullah, Amán                               |                                                          |
|                             |         | Reporte   | 45' Micaelly | Asistencia: 4.500 espectadores Árbitro(s): Olga Zadinová | Asistencia: 4.500 espectadores Árbitro(s): Olga Zadinová |

| 1 de octubre de 2016, 19:00 | Inglaterra                             | 3:3 (0:0) | Corea del Norte                                         | Estadio Rey Abdullah, Amán                               |                                                          |
|                             | Brazil 20' · Stanway 33' · Russo 90+4' | Reporte   | 14' Sung Hyang Sim · 67' Kim Pom Ui · 84' Ko Kyoung Hui | Asistencia: 2.500 espectadores Árbitro(s): Ledya Tafesse | Asistencia: 2.500 espectadores Árbitro(s): Ledya Tafesse |

| 4 de octubre de 2016, 16:00 | Nigeria | 0:0     | Inglaterra | Estadio Príncipe Mohammed, Zarqa                            |                                                             |
|                             |         | Reporte |            | Asistencia: 664 espectadores Árbitro(s): Ekaterina Koroleva | Asistencia: 664 espectadores Árbitro(s): Ekaterina Koroleva |

| 4 de octubre de 2016, 19:00 | Brasil | 0:1 (0:0) | Corea del Norte | Estadio Príncipe Mohammed, Zarqa                                  |                                                                   |
|                             |        | Reporte   | 71' Ri Hae Yon  | Asistencia: 2.463 espectadores Árbitro(s): Anastasia Pustovoitova | Asistencia: 2.463 espectadores Árbitro(s): Anastasia Pustovoitova |

| 8 de octubre de 2016, 16:00 | Corea del Norte        | 3:0 (1:0) | Nigeria | Estadio Internacional de Amán, Amán                            |                                                                |
|                             | Ri Hae Yon 30' 45' 83' | Reporte   |         | Asistencia: 947 espectadores Árbitro(s): Marie-Soleil Beaudoin | Asistencia: 947 espectadores Árbitro(s): Marie-Soleil Beaudoin |

| 8 de octubre de 2016, 16:00 | Brasil      | 1:2 (1:1) | Inglaterra        | Estadio Al-Hassan, Irbid                                 |                                                          |
|                             | 36' Kerolin | Reporte   | 45+3' 60' Stanway | Asistencia: 1.400 espectadores Árbitro(s): Kate Jacewicz | Asistencia: 1.400 espectadores Árbitro(s): Kate Jacewicz |

### Grupo D
| Equipo         | Pts | PJ | PG | PE | PP | GF | GC | Dif |
| -------------- | --- | -- | -- | -- | -- | -- | -- | --- |
| Japón          | 9   | 3  | 3  | 0  | 0  | 13 | 2  | 11  |
| Ghana          | 6   | 3  | 2  | 0  | 1  | 3  | 6  | -3  |
| Estados Unidos | 3   | 3  | 1  | 0  | 2  | 9  | 6  | 3   |
| Paraguay       | 0   | 3  | 0  | 0  | 3  | 1  | 12 | -11 |

| 1 de octubre de 2016, 16:00 | Ghana | 0:5 (0:4) | Japón                                             | Estadio Príncipe Mohammed, Zarqa                                       |                                                                        |
|                             |       | Reporte   | 7' Ueki · 18' 21' Endō · 26' Takarada · 86' Chiba | Asistencia: 1.083 espectadores Árbitro(s): Miriam Patricia Leon Serpas | Asistencia: 1.083 espectadores Árbitro(s): Miriam Patricia Leon Serpas |

| 1 de octubre de 2016, 19:00 | Estados Unidos                                                     | 6:1 (5:0) | Paraguay   | Estadio Príncipe Mohammed, Zarqa                                  |                                                                   |
|                             | Tagliaferri 11' · Kuhlmann 14' 49' 87' · Pickett 69' · Sanchez 82' | Reporte   | 53' Fretes | Asistencia: 2.078 espectadores Árbitro(s): Anastasia Pustovoitova | Asistencia: 2.078 espectadores Árbitro(s): Anastasia Pustovoitova |

| 4 de octubre de 2016, 16:00 | Estados Unidos | 1:2 (1:0) | Ghana                                | Estadio Rey Abdullah, Amán                                 |                                                            |
|                             | Tagliaferri 5' | Reporte   | 63' Gi. Acheampong · 84' Owusu-Ansah | Asistencia: 2.000 espectadores Árbitro(s): Laura Fortunato | Asistencia: 2.000 espectadores Árbitro(s): Laura Fortunato |

| 4 de octubre de 2016, 19:00 | Paraguay | 0:5 (0:4) | Japón                                            | Estadio Rey Abdullah, Amán                                  |                                                             |
|                             |          | Reporte   | 4' Takahashi · 29' 39' 44' Nojima · 89' Takarada | Asistencia: 2.600 espectadores Árbitro(s): Esther Azzopardi | Asistencia: 2.600 espectadores Árbitro(s): Esther Azzopardi |

| 8 de octubre de 2015, 19:00 | Japón                               | 3:2 (1:0) | Estados Unidos    | Estadio Al-Hassan, Irbid                                  |                                                           |
|                             | Ueki 53' · Kanno 75' · Miyazawa 77' | Reporte   | 33' 90+1' Sanchez | Asistencia: 2.580 espectadores Árbitro(s): Yeimy Martínez | Asistencia: 2.580 espectadores Árbitro(s): Yeimy Martínez |

| 8 de octubre de 2016, 19:00 | Paraguay | 0:1 (0:0) | Ghana           | Estadio Internacional de Amán, Amán                       |                                                           |
|                             |          | Reporte   | 68' Owusu-Ansah | Asistencia: 1.703 espectadores Árbitro(s): Finau Vulivuli | Asistencia: 1.703 espectadores Árbitro(s): Finau Vulivuli |

## Segunda fase
|  | Cuartos de final | Cuartos de final |                     |        | Semifinales  | Semifinales  |  |  | Final | Final |
|  |                  |                  |                     |        |              |              |  |  |       |       |
|  |                  |                  |                     |        |              |              |  |  |       |       |
|  |                  |                  |                     |        |              |              |  |  |       |       |
|  | México           | 1                |                     |        |              |              |  |  |       |       |
|  | México           | 1                |                     |        |              |              |  |  |       |       |
|  | Venezuela        | 2                |                     |        |              |              |  |  |       |       |
|  | Venezuela        | 2                | Venezuela           | 0      |              |              |  |  |       |       |
|  |                  |                  | Venezuela           | 0      |              |              |  |  |       |       |
|  |                  | Corea del Norte  | 3                   |        |              |              |  |  |       |       |
|  | Corea del Norte  | Corea del Norte  | 3                   | 2      |              |              |  |  |       |       |
|  | Corea del Norte  |                  |                     | 2      |              |              |  |  |       |       |
|  | Ghana            | 1                |                     |        |              |              |  |  |       |       |
|  | Ghana            | 1                | Corea del Norte (p) | 0 (5)  |              |              |  |  |       |       |
|  |                  |                  | Corea del Norte (p) | 0 (5)  |              |              |  |  |       |       |
|  |                  | Japón            | 0 (4)               |        |              |              |  |  |       |       |
|  | Alemania         | Japón            | 0 (4)               | 1      |              |              |  |  |       |       |
|  | Alemania         |                  |                     | 1      |              |              |  |  |       |       |
|  | España           | 2                |                     |        |              |              |  |  |       |       |
|  | España           | 2                | España              | 0      | Tercer lugar | Tercer lugar |  |  |       |       |
|  |                  |                  | España              | 0      |              |              |  |  |       |       |
|  |                  | Japón            | 3                   |        |              |              |  |  |       |       |
|  | Japón            | Japón            | 3                   | 3      | Venezuela    | 0            |  |  |       |       |
|  | Japón            |                  |                     | 3      | Venezuela    | 0            |  |  |       |       |
|  | Inglaterra       | 0                |                     | España | 4            |              |  |  |       |       |
|  | Inglaterra       | 0                |                     |        | 4            |              |  |  |       |       |
|  |                  |                  |                     |        |              |              |  |  |       |       |
|  |                  |                  |                     |        |              |              |  |  |       |       |

### Cuartos de final
| 12 de octubre de 2016, 16:00 | México      | 1:2 (1:2) | Venezuela           | Estadio Internacional de Amán, Amán                             |                                                                 |
|                              | Enrigue 34' | Reporte   | 35' 39' Castellanos | Asistencia: 856 espectadores Árbitro(s): Anastasia Pustovoitova | Asistencia: 856 espectadores Árbitro(s): Anastasia Pustovoitova |

| 12 de octubre de 2016, 19:00 | Alemania       | 1:2 (0:2) | España                        | Estadio Internacional de Amán, Amán                    |                                                        |
|                              | Oberdorf 90+4' | Reporte   | 9' Na. Ramos · 34' E. Navarro | Asistencia: 2.225 espectadores Árbitro(s): Sandra Braz | Asistencia: 2.225 espectadores Árbitro(s): Sandra Braz |

| 13 de octubre de 2016, 19:00 | Corea del Norte                   | 2:1 (1:0) | Ghana              | Estadio Al-Hassan, Irbid                                 |                                                          |
|                              | Kim Pom Ui 33' · Ja Un Yong 90+4' | Reporte   | 81' Gi. Acheampong | Asistencia: 493 espectadores Árbitro(s): Laura Fortunato | Asistencia: 493 espectadores Árbitro(s): Laura Fortunato |

| 13 de octubre de 2016, 16:00 | Japón                    | 3:0 (2:0) | Inglaterra | Estadio Al-Hassan, Irbid                                      |                                                               |
|                              | Endō 3' · Ueki 45+1' 80' | Reporte   |            | Asistencia: 1.806 espectadores Árbitro(s): Ekaterina Koroleva | Asistencia: 1.806 espectadores Árbitro(s): Ekaterina Koroleva |

### Semifinales
| 17 de octubre de 2016, 16:00 | Venezuela | 0:3 (0:1) | Corea del Norte                                  | Estadio Rey Abdullah, Amán                               |                                                          |
|                              |           | Reporte   | 15' Kim Pom-ui · 71' Ja Un-yong · 89' Ri Hae-yon | Asistencia: 1.200 espectadores Árbitro(s): Olga Zadinová | Asistencia: 1.200 espectadores Árbitro(s): Olga Zadinová |

| 17 de octubre de 2016, 19:00 | España | 0:3 (0:1) | Japón                                   | Estadio Rey Abdullah, Amán                                       |                                                                  |
|                              |        | Reporte   | 14' 76' Takahasi · 48' (a.g.) Rodríguez | Asistencia: 3.250 espectadores Árbitro(s): Marie-Soleil Beaudoin | Asistencia: 3.250 espectadores Árbitro(s): Marie-Soleil Beaudoin |

### Tercer puesto
| 21 de octubre de 2016, 17:00 | Venezuela | 0:4 (0:1) | España                                  | Estadio Internacional de Amán, Amán                      |                                                          |
|                              |           | Reporte   | 17' E. Navarro · 53' 78' 87' L. Navarro | Asistencia: 3.200 espectadores Árbitro(s): Leyda Taresse | Asistencia: 3.200 espectadores Árbitro(s): Leyda Taresse |

### Final
| 21 de octubre de 2016, 20:00 | Corea del Norte                                                      | 0:0 (5:4 p.)               | Japón                                            | Estadio Internacional de Amán, Amán                       |                                                           |
|                              |                                                                      | Reporte                    |                                                  | Asistencia: 12.800 espectadores Árbitro(s): Kate Jacewicz | Asistencia: 12.800 espectadores Árbitro(s): Kate Jacewicz |
|                              |                                                                      | Tiros desde el punto penal |                                                  |                                                           |                                                           |
|                              | Ja Un Yong · Kim Pom Ui · Sung Hyang Sim · Ri Hae Yon · Ri Kum Hyang |                            | Ueki · Wakisaka · Takahashi · Kanekatsu · Nagano |                                                           |                                                           |

|                                    |
| Bandera de Corea del Norte         |
| Campeón Corea del Norte 2.º título |

## Estadísticas
| Equipo | Equipo          | Pts | PJ | PG | PE | PP | GF | GC | Dif |
| ------ | --------------- | --- | -- | -- | -- | -- | -- | -- | --- |
| 1      | Corea del Norte | 14  | 6  | 4  | 2  | 0  | 12 | 4  | 8   |
| 2      | Japón           | 16  | 6  | 5  | 1  | 0  | 19 | 2  | 17  |
| 3      | España          | 13  | 6  | 4  | 1  | 1  | 15 | 5  | 10  |
| 4      | Venezuela       | 9   | 6  | 3  | 0  | 3  | 7  | 11 | -4  |
| 5      | México          | 7   | 4  | 2  | 1  | 1  | 11 | 4  | 7   |
| 6      | Alemania        | 7   | 4  | 2  | 1  | 1  | 6  | 4  | 2   |
| 7      | Ghana           | 6   | 4  | 2  | 0  | 2  | 4  | 8  | -4  |
| 8      | Inglaterra      | 5   | 4  | 1  | 2  | 1  | 5  | 7  | -2  |
| 9      | Canadá          | 4   | 3  | 1  | 1  | 1  | 4  | 5  | -1  |
| 10     | Estados Unidos  | 3   | 3  | 1  | 0  | 2  | 9  | 6  | 3   |
| 11     | Brasil          | 3   | 3  | 1  | 0  | 2  | 2  | 3  | -1  |
| 12     | Nueva Zelanda   | 3   | 3  | 1  | 0  | 2  | 5  | 7  | -2  |
| 13     | Nigeria         | 1   | 3  | 0  | 1  | 2  | 0  | 4  | -4  |
| 14     | Camerún         | 0   | 3  | 0  | 0  | 3  | 3  | 7  | -4  |
| 15     | Paraguay        | 0   | 3  | 0  | 0  | 3  | 1  | 12 | -11 |
| 16     | Jordania        | 0   | 3  | 0  | 0  | 3  | 1  | 15 | -14 |

### Goleadoras
| Jugadora          | Selección       | Goles |
| ----------------- | --------------- | ----- |
| Lorena Navarro    | España          | 8     |
| Deyna Castellanos | Venezuela       | 5     |
| Ri Hae Yon        | Corea del Norte | 5     |
| Riko Ueki         | Japón           | 4     |
| Hana Takahashi    | Japón           | 3     |
| Jun Endō          | Japón           | 3     |
| Sakura Nojima     | Japón           | 3     |
| Civana Kuhlmann   | Estados Unidos  | 3     |
| Ashley Sanchez    | Estados Unidos  | 3     |
| Eva Navarro       | España          | 3     |
| Giulia Gwinn      | Alemania        | 3     |
| Georgia Stanway   | Inglaterra      | 3     |
| Hannah Blake      | Nueva Zelanda   | 3     |
| Kim Pom Ui        | Corea del Norte | 3     |

### Asistencias
| Jugadora          | Selección       | Asist. |
| ----------------- | --------------- | ------ |
| Yerliane Moreno   | Venezuela       | 3      |
| Hinata Miyazawa   | Japón           | 3      |
| Riko Ueki         | Japón           | 2      |
| Saori Takarada    | Japón           | 2      |
| Oto Kanno         | Japón           | 2      |
| Claudia Pina      | España          | 2      |
| Jacqueline Ovalle | México          | 2      |
| Hannah Blake      | Nueva Zelanda   | 2      |
| Sung Hyang Sim    | Corea del Norte | 2      |
| Ja Un Yong        | Corea del Norte | 2      |

## Premios

### Balón de oro
| Premio          |                 | Jugadora          | Selección       |
| --------------- | --------------- | ----------------- | --------------- |
| Balón de Oro    | Balón de Oro    | Fuka Nagano       | Japón           |
| Balón de Plata  | Balón de Plata  | Sung Hyang Sim    | Corea del Norte |
| Balón de Bronce | Balón de Bronce | Deyna Castellanos | Venezuela       |

### Bota de Oro
| Premio         |                | Jugadora          | Selección       | Goles |
| -------------- | -------------- | ----------------- | --------------- | ----- |
| Bota de Oro    | Bota de Oro    | Lorena Navarro    | España          | 8     |
| Bota de Plata  |                | Ri Hae Yon        | Corea del Norte | 5     |
| Bota de Bronce | Bota de Bronce | Deyna Castellanos | Venezuela       | 5     |

### Guante de Oro de adidas
| Premio        |               | Jugadora     | Selección |
| ------------- | ------------- | ------------ | --------- |
| Guante de Oro | Guante de Oro | Noelia Ramos | España    |

### Juego limpio
| Premio                            |  | Selección |
| --------------------------------- |  | --------- |
| Premio al Juego Limpio de la FIFA |  | Japón     |

### Tripletes o más
| Fecha            | Jugadora       | Goles                                           | Local           | Resultado | Visitante |
| ---------------- | -------------- | ----------------------------------------------- | --------------- | --------- | --------- |
| 30 de septiembre | Lorena Navarro | Anotado · Anotado · Anotado · Anotado · Anotado | Jordania        | 0-6       | España    |
| 1 de octubre     | Civana Kuhlman | Anotado · Anotado · Anotado                     | Estados Unidos  | 6-1       | Paraguay  |
| 4 de octubre     | Sakura Nojima  | Anotado · Anotado · Anotado                     | Paraguay        | 0-5       | Japón     |
| 7 de octubre     | Hannah Blake   | Anotado · Anotado · Anotado                     | Nueva Zelanda   | 5-0       | Jordania  |
| 8 de octubre     | Ri Hae Yon     | Anotado · Anotado · Anotado                     | Corea del Norte | 3-0       | Nigeria   |
| 21 de octubre    | Lorena Navarro | Anotado · Anotado · Anotado                     | España          | 4-0       | Venezuela |

## Símbolos

### Emblema
En un acto celebrado el 3 de mayo de 2015, se presentó el logotipo oficial de la Copa Mundial Femenina de Fútbol Sub-17 Jordania 2016. El emblema oficial se parece a la forma global del Trofeo de la Copa Mundial Femenina Sub-17 de la FIFA, un objeto único, y pone de relieve los aspectos visuales de la cultura y el arte de Jordania. Pueden distinguirse varios elementos tradicionales, como el inconfundible diseño del pañuelo jordano, el Hatta, y una combinación de colores panárabe. Al mismo tiempo, en la parte superior del emblema brilla una estrella tomada de la bandera nacional. Encima de la base vemos la flor nacional de Jordania, el iris negro, como símbolo de la evolución que caracteriza al torneo juvenil de la FIFA. Juntas, estas claves visuales forman una seña de identidad emblemática del torneo, que busca atraer a un público más amplio e internacional.